# Christopher Denham
Christopher Denham (* um 1985) ist ein US-amerikanischer Schauspieler, Regisseur, Produzent und Drehbuchautor.

## Leben
Denham stammt aus dem US-Bundesstaat Illinois. In Chicago arbeitete er mit der Steppenwolf Theatre Company. Er spielt in sowohl großen Studioproduktionen als auch in Theater- und Independent-Produktionen. Denham spielt Bass in der Rock-’n’-Roll-Band Ivan And The Terribles.
Sein Regiedebüt gab Denham mit dem Horrorfilm Home Movie (2008) und ist u. a. bekannt durch seine Rolle im oscarnominierten Film Argo. Als Schauspieler ist er seit 2003 aktiv.

## Filmografie (Auswahl)
Als Darsteller
- 2003: Law & Order: Special Victims Unit (Fernsehserie, Folge 4x11)
- 2005: Dealbreaker (Kurzfilm)
- 2005: Headspace – Das Böse hat viele Gesichter (Headspace)
- 2007: Law & Order (Fernsehserie, Folge 17x16)
- 2007: Two Families (Fernsehfilm)
- 2007: Blackbird
- 2007: Der Krieg des Charlie Wilson (Charlie Wilson’s War)
- 2007: The Key to Reserva (Kurzfilm)
- 2008: El camino
- 2009: Duplicity – Gemeinsame Geheimsache (Duplicity)
- 2009: Alexander the Last
- 2009: Bottleworld
- 2010: Rubicon (Fernsehserie, Folge 1x03)
- 2010: Shutter Island
- 2010: Camp Hell
- 2011: Sound of My Voice
- 2011: Restive
- 2011: Enter Nowhere
- 2012: Person of Interest (Fernsehserie, Folge 1x18)
- 2012: Forgetting the Girl
- 2012: Argo
- 2012: The Bay – Nach Angst kommt Panik (The Bay)
- 2013: Deception (Fernsehserie)
- 2014–2015: Manhattan (Fernsehserie)
- 2016: Money Monster
- 2017–2018 Billions (Fernsehserie)
- 2020 Utopia (Fernsehserie)
- 2023: Maggie Moore(s)
- 2023: Oppenheimer
- 2023: Dogman

Als Regisseur
- 2008: Home Movie

Als Produzent
- 2012: Forgetting the Girl (Koproduzent)

Als Drehbuchautor
- 2008: The Seed (Kurzfilm)
- 2008: Home Movie

## Auszeichnungen und Nominierungen
- 2008: Citizen Kane Award des Sitges Festival Internacional de Cinema Fantàstic de Catalunya für Home Movie als bestes Regiedebüt
- 2012: Hollywood Film Festival für Argo in der Kategorie Ensemble des Jahres (mit John Goodman, Scoot McNairy, Ben Affleck, Alan Arkin, Joseph Stafford, Kerry Bishé, Kyle Chandler, Tate Donovan, Rory Cochrane, Bryan Cranston, Clea DuVall, Victor Garber)